# Marlena Robin-Winn
Marlena Robin-Winn (geboren 29. Juni 1947 in Herzberg am Harz; gestorben 4. November 2024 in Hannover) war eine deutsche Ärztin und Geschäftsführerin.

## Leben
Nach ihrem Abitur am Ernst-Moritz-Arndt-Gymnasium in Herzberg am Harz absolvierte Marlena Robin-Winn ein Studium der Medizin und der Rechtswissenschaften an der Universität Göttingen. Ihre Promotion als Ärztin legte sie an der Diabetes-Klinik Bad Lauterberg ab.
Zunächst von 1976 bis 1978 und anschließend wieder ab 1980 arbeitete Robin-Winn an der Medizinischen Hochschule Hannover (MHH), anfangs in der Anästhesie, ab 1980 in der Abteilung Transfusionsmedizin; für das Spezialgebiet bildete sie sich zur Fachärztin weiter. 1996 begann sie mit dem Aufbau des Norddeutschen Knochenmark- und Stammzellspender-Registers (NKR).
Neben ihren fachlichen Aufgaben widmete sich Robin-Winn langjährig in der Berufspolitik und in Hochschulgremien. 1999 übernahm sie die Aufgaben der Gleichstellungsbeauftragten an der MHH.
Zudem engagierte sich Robin-Winn in der hannoverschen Kommunalpolitik.
Marlena Robin-Winn war Geschäftsführerin der NKR gGmbH, Vorsitzende des NKR e. V. sowie Vorstandsvorsitzende der „Deutschen Stiftung Leben schenken“.

## Ehrungen
Für ihre langjährigen Engagements wurde Marlena Robin-Winn mehrfach ausgezeichnet. Sie erhielt
- 1997 das Verdienstkreuz am Bande des Verdienstordens der Bundesrepublik Deutschland;
- 2003 die Ehrenplakette der Ärztekammer Niedersachsen
- und 2005 das Verdienstkreuz am Bande des Niedersächsischen Verdienstordens.[1]